# 온라인 데이팅

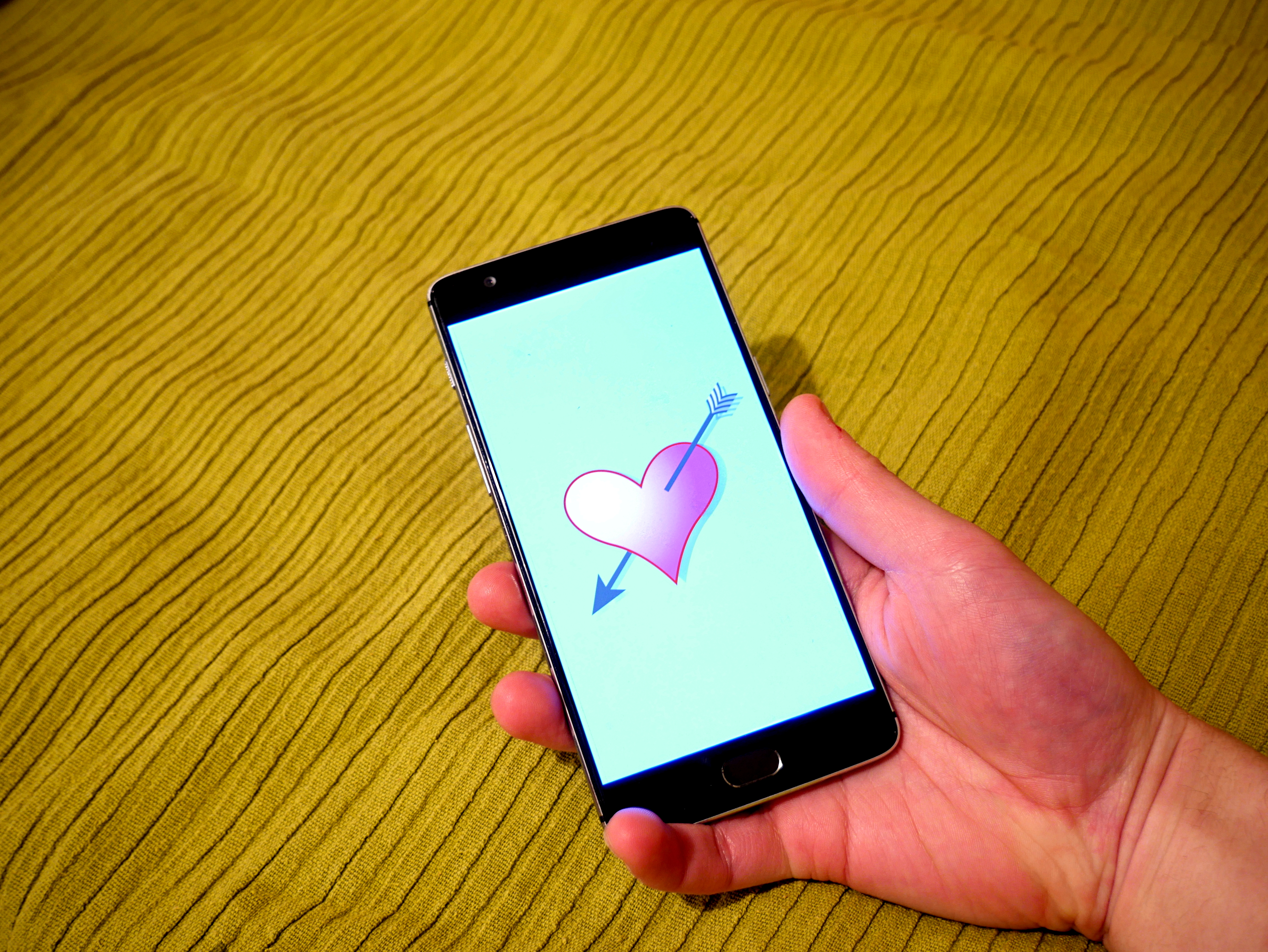
2010년대 이후, 인터넷 데이트는 스마트폰으로 더 인기를 얻고 있다.

온라인 데이팅(영어: online dating) 또는 인터넷 데이팅(영어: internet dating)은 웹사이트 등을 통해 온라인 상으로 데이트 상대를 찾는 것을 말한다. 현재 미국의 경우, 온라인 데이팅 산업은 성인컨텐츠 산업을 제외하고 최대규모의 온라인 유료 컨텐츠 산업으로 성장해 있으며, 온라인 데이팅 이용인구는 미국 총인구의 1/3인 1억명을 넘어섰으며 지속적으로 증가하는 추세이다. 특히 Wired Magazine은 2002년에 “20년쯤 후에는 데이트 상대를 오프라인으로 찾는다는 발상 자체가 어리석다고 여겨질 것이다.”라고 예측했다.
2011년 영국 옥스포드 대학 부설 인터넷 연구소에서 발표한 온라인 데이팅 연구 논문에 의하면. 온라인데이팅을 통한 만남이 보편화되었음을 보여준다. 1996년 이후 성사된 커플 중 18~40세 응답자의 25%, 40~69세 응답자의 36%가 지금의 연인을 인터넷에서 만났다고 응답했고. 전체 인터넷 사용자의 1/3 이상이 온라인데이팅 사이트를 방문한 것으로 나타났다. 이에 William Dutton 교수(공동 연구자 겸 옥스포드 대학 부설 인터넷 연구소 총 책임자)는 “남, 녀 모두가 인터넷을 개인과 개인을 이어주는 기회로 인식하고 있다”라고, Bernie Hogan 교수(공동 연구자)는 “한때 온라인에서 연인을 찾는다는 것 자체가 신기한 일로 여겨졌다. 하지만 이번 연구 결과는 인터넷이 누군가를 만나는 자연스런 수단으로 자리 잡았다는 것을 보여준다”라고 말했다.

## 서비스 명칭
- Internet Love Industry
- 매치메이킹 서비스
- 매칭서비스
- 온라인 데이팅
- 온라인 데이트코스팅
- 온라인 데이트
- 인터넷 소개팅
- 인터넷 소셜 데이팅
- 인터넷 채팅
- 인터넷 미팅
- 인터넷 화상 채팅

## 시장 매출 규모
- 2010년, 미국의 온라인데이팅 시장 매출 규모는 20억2천60만 달러[3]
- 2010년, 전 세계 온라인데이팅 시장 매출 규모는 40억 달러 이상으로 추산[4]
- 2010년, 미국의 온라인데이팅 관련 업체 수는 1400개 이상으로 집계
- 2013년, 모바일 기기를 통한 온라인데이팅 시장 매출 규모만 14억 달러에 달할 것으로 예상[5]

미국의 유명 마켓리서치 기업인 IBISworld, Jupiter Research를 비롯해. 뉴스위크, 뉴욕 타임즈와 같은 미국의 유명 언론. IT전문 매체 테크크런치(http://techcrunch.com), Mashable (http://www.mashable.com)까지%5B깨진+링크(과거+내용+찾기)%5D 온라인 데이팅에 대한 분석, 기사를 내놓는 이유는 온라인 데이팅이 하나의 문화 현상이자, 2000년대 새로운 생활 양식으로 자리 잡았다는 점. 그리고 무엇보다 ‘돈’이 되기 때문이다.
아무리 대단한 기업의 제품이라 해도, 취향이 맞지 않으면. 쓰지 않고 팔리지 않는다. 애플의 아이폰 조차도 호불호가 갈리고, 삼성의 갤럭시탭 역시 성향에 따라서 다른 제품을 택할 수 있다. 하지만 연애에 대한 관심은 누구에나 있고, 결혼 적령기의 이들에겐 더더욱 그렇다. 또한 높아진 이혼율과 재혼율은 온라인데이팅 산업에게 있어서는 새로운 시장을 확보한 것과 같았다.

## 서비스의 시작
- 신문 지면의 청혼 광고를 인터넷으로 옮겨놓은 초기 버전
- 온라인데이팅이 직면한 선입견과 불신의 벽

1993년. 게리 크리멘(Gary Kremen)은 결혼적령기의 사람들이 결혼할 상대를 찾기 위해 신문 지면에 청혼 광고를 내던 것에 영감을 얻어, 이를 인터넷에 옮겨온 ‘온라인 데이팅 서비스’를 준비하게 됨. 정식으로 서비스를 시작한 것은 1995년으로, 매치닷컴이 세계 최초의 온라인 데이팅 서비스가 된다. 하지만 당시에는 인맥 네트워크를 활용한 전통적인 방식의 결혼이나, 마찬가지로 인맥 네트워크를 통한 연애가 일반적이던 때로 온라인데이팅은 전통적인 방식 그 어디에서도 짝을 찾지 못한 이들이 선택하는 최후의 수단 정도로 여겨졌기에. 온라인 데이팅 역시 그렇게 호응을 얻지 못했다.
하지만 게리 크리멘은 자신의 서비스가 직면한 선입견과 불신에 좌절하지 않고, 향후 인터넷 쇼핑이나 인터넷 게시판을 통한 커뮤니티가 활성화 될 것임을 예감했다. 급변하는 사회, 온라인 데이팅 역시 거주지 이전이 잦고, 가족과 멀리 떨어져 사는 것이 일반화된 서구의 대도시에서는 고전적인 ‘주선자(매치메이커)’ 역할을 담당하던 친목, 인맥 기반이 약화될 것임을 믿었다. 고전적인 방식. 즉 면대면 소개를 통해 마음에 드는 상대를 찾는 것이 현실적으로 어렵게 된다면, 온라인 쇼핑이 점차 보편화 된 것처럼. 온라인데이팅 역시 그렇게 될 거라 확신했다.
그래서 주력한 것은 온라인 데이팅에 대한 인식 개선과 확산이었다. 라디오 광고나, 철도 광고 등을 통해, 생활의 일부분에 노출되는 방식을 썼으며, 자사의 서비스를 통해 만난 이들의 성공 사례를 모으려 했다. 또한 단지 ‘청혼 광고’를 인터넷에 옮겨둔 초기 서비스에서 점차 진화해, 다양한 관심사와 취미까지 반영하는 정교한 소개 시스템을 구축하기에 이른다.
후에 게리 크리멘은 회사를 매각하려는 이사회의 뜻에 꺾여, 자신이 설립한 회사에서 떠나게 된다. 비록 자신이 만든 회사의 진짜 성공을 이루지는 못했지만. 현재 게리 크리멘은 인터넷 사업의 선구자이자, 온라인 데이팅을 시작한 기업가로 발렌타인데이, 크리스마스와 같은 시즌이면 미국 주류 언론의 특집 기사의 주요 인터뷰이이자, 수천통의 팬레터를 받는 유명인사가 됐다.
1993년 게리 크리멘이 설립했던 세계 최초의 온라인 데이팅 서비스 매치닷컴은 전 세계적으로 가장 유명한 온라인데이팅 업체로 성장했다. 매치닷컴은 32개국 246개 지역 18 언어, 2000만 명 이상의 회원을 보유한 거대한 글로벌 기업이 됐으며, 2010년에는 연 매출 4억60만 달러를 기록했다(전년도인 2009년은 3억 4270만 달러)

## 트렌드
온라인 데이팅 서비스에 대한 의견과 사용은 다양하다. 2005년 퓨 리서치센터에 따르면 인터넷을 자주 사용하는 사람일 수록 온라인 데이팅 서비스를 사용할 가능성이 높다고 한다. 온라인 데이트 서비스는 "마켓플레이스 메타포어(은유)"라는 개념을 이용해 온라인 쇼핑몰을 이용하는 것처럼 파트너의 프로필을 빠르게 탐색할 수 있게 해준다.

## 나라별 현황

### 대한민국
1999년 하이텔이나 유니텔등의 PC통신을 시작으로 미팅.번개팅.채팅.소개팅.화상채팅의 형식으로 발전되어 왔다. 한국의 온라인 데이팅 시장은 미국에 비해 아직 크지 않지만 급속도로 성장하고 있으며 그에 맞추어 다양한 온라인 데이팅 사이트들과 모바일 애플리케이션들이 활발하게 등장하고 있는 추세이다.

## 온라인데이팅의 확산
- 처음에는 ‘이상한 것’, ‘부끄러운 것’으로 여겨짐. 실제로 온라인데이팅 서비스를 이용하는 이들조차 그 사실을 숨김
- 온라인데이팅이 문화현상이자, 생활 양식으로 자리 잡은 것은 2000년대 중반부터

1990년대까지 온라인 데이팅은 ‘이상한 것’, ‘부끄러운 것’ 쯤으로 여겨졌고, 설사 자신이 그 서비스를 이용해, 누군가를 만났다 해도 “우린 바에서 만났어요”라고 둘러대는 것은 예사였다. 이 때문에 미국 전체 온라인 데이팅 시장 규모가 약 5천만 달러에 이르렀다고 추산되는 약 2000년대 초반까지(현재는 약 20억 달러)도 온라인 데이팅은 그 잠재력과 시장 규모에 비해 턱없이 모자란 평가를 받으며, 조용히 성장하고 있었다.
온라인 데이팅 확산의 걸림돌이었던 선입견과 편견이 눈에 띌 만큼 바뀌기 시작한 것은 2000년대 중반 무렵부터였다. 거주지 이전이 잦고, 가족과 멀리 떨어져 사는 것이 일반화된 서구의 대도시에서 고전적인 ‘주선자(매치메이커)’ 역할을 담당하던 친목, 인맥 기반이 사라진 것은 이미 10년전부터 그랬지만. 단지 그런 이유만으로 온라인 데이팅이 일반 사용자에게 확산되기에는 무리가 있었다. 하지만 SNS 활용이 폭발적으로 증가하던 2000년대 중반부터는 인터넷에 자신의 자신을 올리고, 매력적인 프로필을 작성하는 것이 더 이상 이상한 일이 아니었다.
또한 온라인 데이팅 서비스 업체의 노력 역시 확산에 기여하게 된다. 온라인데이팅 서비스가 가장 발달한 미국에서는 취향/가치관/생활패턴을 고려해, 관심 있는 상대를 연결해주는 ‘매칭 서비스’를 제공할 뿐 아니라. 민족, 종교, 인종이나, 재혼, 싱글맘, 싱글대디와 같은 보다 집중된 타깃을 표방한 서비스까지 선보이면서. 원래 가지고 있던 인맥네트워크에서는 찾을 수 없던 운명의 상대를 막대한 회원 Pool과 체계적이고, 조직화된 로직으로 만날 수 있는 온라인데이팅 서비스가 바쁜 현대인의 생활 패턴, 과학적인 로직을 중시하는 사회 분위기를 타고. 서비스가 확산되기 시작한다. 이에 대해 2009년 5월, 4일자 <TechCrunch>에서는 온라인 데이팅 산업의 비약적인 발전에 대해 언급하면서 ‘지난 10년간, 온라인 데이팅은 정말 평범한 것으로 변모했다’는 지적을. 2010년 4월 26일자 영국 <가디언지> 문화면 특집 기사에서는 ‘Internet Love Industry는 이제 주류 문화가 되었으며, 학계에서도 온라인 데이팅 문화를 연구하기 시작했다’고 밝힌 바 있다.